# André Jacob (philosophe)
Pour les articles homonymes, voir André Jacob. Pour les autres personnes homonymes, voir Jacob.
André Jacob, né le 7 octobre 1921, est un philosophe français. Professeur à l'Université de Paris-X-Nanterre de 1966 à 1990, il a notablement dirigé la rédaction de l'Encyclopédie philosophique universelle.

## Biographie
André Jacob est agrégé de philosophie. Il soutient sa thèse de doctorat en 1967, intitulé Temps et langage : essai sur les structures du sujet parlant. Il est professeur d'éthique et de philosophie du langage à l'Université de Paris-X-Nanterre de 1966 à 1990. Il a notamment dirigé la rédaction de l'Encyclopédie philosophique universelle (4 tomes, 6 volumes, 12 580 pages),.

## Œuvre

### Articles
- André Jacob, « Morale et formalisation », Séminaire de philosophie et mathématiques, Villetaneuse, IREM Paris-Nord,‎ 3 décembre 1990, p. 20 (ISSN 0294-6777, SUDOC 175269920).

### Monographies
- André Jacob, Temps et langage, Paris, Armand Colin, 1967, 401 p. (OCLC 299903740, SUDOC 101710666).
- André Jacob, Les exigences théoriques de la linguistique selon Gustave Guillaume, Paris, Klincksieck, 1970, 292 p. (OCLC 301427837, SUDOC 002243253).
- André Jacob, Introduction à la philosophie du langage, Paris, Gallimard, 1976, 447 p. (ISBN 978-2-07-035351-4, OCLC 299671016, SUDOC 000138452).
- André Jacob, Cheminements : de la dialectique à l'éthique, Paris, Éditions Anthropos, 1982, 226 p. (ISBN 978-2-7157-1063-4, OCLC 299381133, SUDOC 000712086).
- André Jacob, Anthropologie du langage : construction et symbolisation, Bruxelles, P. Mardaga, 1990, 260 p. (ISBN 978-2-87009-415-0, OCLC 299429095, SUDOC 001709127, lire en ligne).
- André Jacob, Temps et langage : essai sur les structures du sujet parlant, Paris, Armand Colin, 1992, 411 p. (ISBN 978-2-200-21239-1, OCLC 53803136, SUDOC 002760665).
- André Jacob, L'homme et le mal, Paris, Éd. du Cerf, 1998, 126 p. (ISBN 978-2-204-06208-4, OCLC 301625332, SUDOC 004533070).
- André Jacob, Aliénation et déchéance : post-scriptum à une théorie du mal, Paris, Ellipses, 2000, 128 p. (ISBN 978-2-7298-0355-1, OCLC 299641136, SUDOC 055460127).
- André Jacob, En quête d'une philosophie pratique, vol. 1 : L'homme entre temps et éthique, Paris, L'Harmattan, 2006, 266 p. (ISBN 978-2-296-02037-5, OCLC 493896037, SUDOC 112901352).
- André Jacob, En quête d'une philosophie pratique, vol. 2 : De la morale à l'éthico-politique, Paris, L'Harmattan, 2007, 395 p. (ISBN 978-2-296-03681-9, OCLC 494555840, SUDOC 118493000, lire en ligne).
- André Jacob, Penser le mal aujourd'hui : contribution à une anthropologie du mal, Paris, Penta, 2011, 193 p. (ISBN 978-2-917714-04-1, OCLC 762672614, SUDOC 154658022, lire en ligne).
- André Jacob, Esquisse d'une anthropo-logique, Paris, CNRS éditions, 2011, 239 p. (ISBN 978-2-271-07161-3, OCLC 758872320, SUDOC 152650423).
- André Jacob, Éthique et condition humaine, Paris, Éd. Kimé, 2012, 236 p. (ISBN 978-2-84174-601-9, OCLC 816638700, SUDOC 165214783).

### Encyclopédie philosophique universelle
- André Jacob (dir.), Encyclopédie philosophique universelle : L'univers philosophique, vol. I, Paris, PUF, 2000, 4e éd. (1re éd. 1998), 2032 p. (ISBN 978-2-13-043038-4, OCLC 246129312).
- André Jacob (dir.) et Sylvain Auroux (dir.), Encyclopédie philosophique universelle : Les notions philosophiques : dictionnaire, vol. II, t. 1 : Philosophie occidentale : A-L, Paris, PUF, 2002, 3e éd. (1re éd. 1990), 3344 p. (ISBN 978-2-13-041442-1 et 2130414427).
- André Jacob (dir.) et Sylvain Auroux (dir.), Encyclopédie philosophique universelle : Les notions philosophiques : dictionnaire, vol. II, t. 2 : Philosophie occidentale : M-Z. Pensées asiatiques. Conceptualisation des sociétés traditionnelles, Paris, PUF, 2002, 3e éd. (1re éd. 1990), 3344 p. (ISBN 978-2-13-041442-1 et 2130414427).
- André Jacob (dir.) et Jean-François Mattéi (dir.), Encyclopédie philosophique universelle : Les œuvres philosophiques : dictionnaire, vol. III, t. 1 : Philosophie occidentale : IIIe millénaire av. J.-C. - 1889, Paris, PUF, 1992, 1re éd. (1re éd. 1992), 4656 p. (ISBN 978-2-13-041443-8 et 2130414435).
- André Jacob (dir.) et Jean-François Mattéi (dir.), Encyclopédie philosophique universelle : Les œuvres philosophiques : dictionnaire, vol. III, t. 2 : Philosophie occidentale : 1889-1990. Pensées asiatiques. Conceptualisation des sociétés traditionnelles, Paris, PUF, 1992, 1re éd. (1re éd. 1992), 4656 p. (ISBN 978-2-13-041443-8 et 2130414435).
- André Jacob (dir.) et Jean-François Mattéi (dir.), Encyclopédie philosophique universelle : Le discours philosophique, vol. IV, Paris, PUF, 1998, 1re éd. (1re éd. 1998), 2784 p. (ISBN 978-2-13-044863-1 et 2130448631).